# Tomie Ohtake

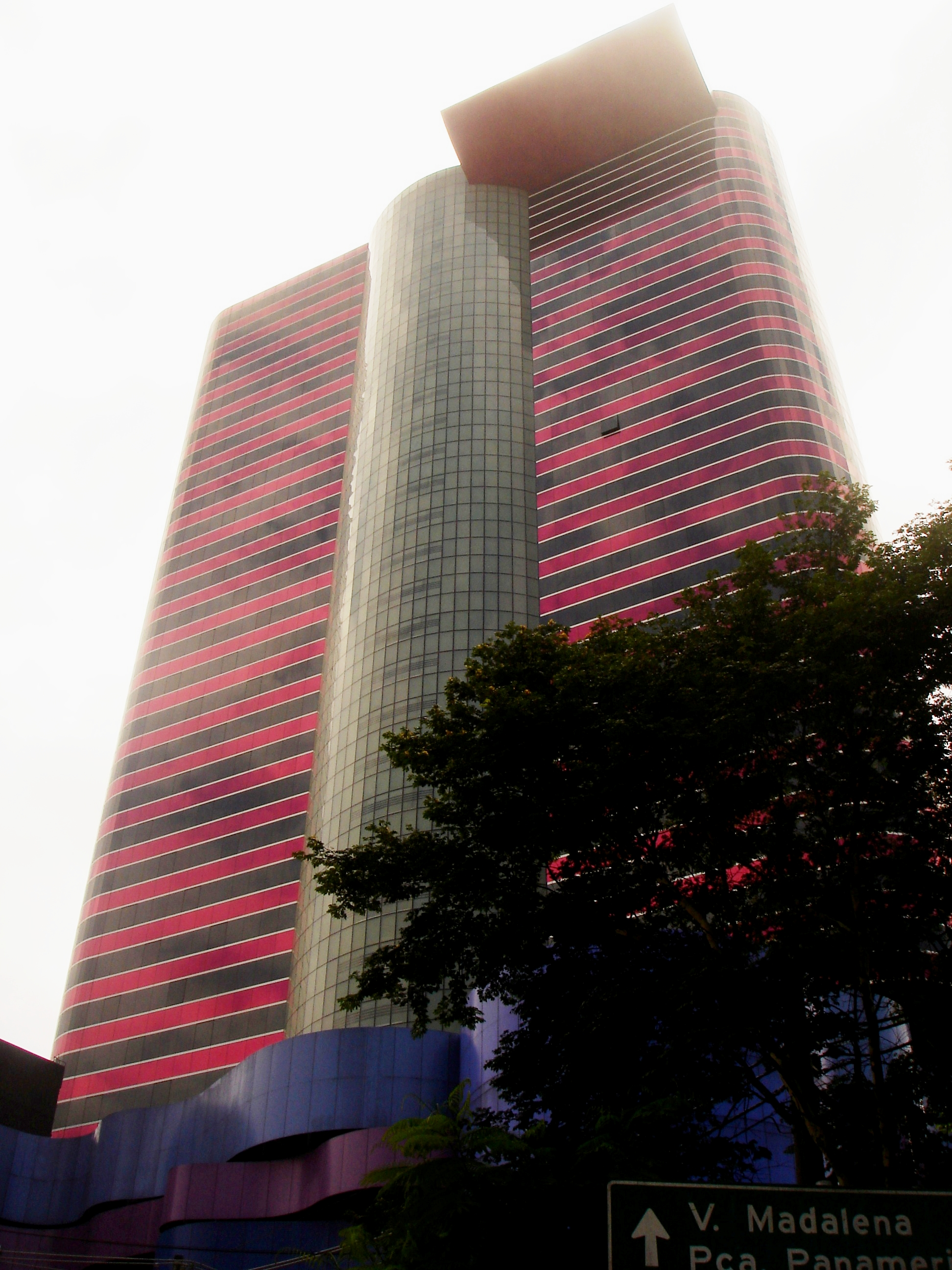
Institut Tomie Ohtake à São Paulo.

Tomie Ohtake (大竹 富江, Ōtake Tomie), née à Kyoto le 21 novembre 1913 et morte le 12 février 2015 à São Paulo, est une artiste peintre et sculptrice japonaise et brésilienne.

## Biographie
Peintre-abstrait, Tomie Ohtake travaille à São Paulo. Depuis 1957, elle participe à de nombreuses expositions collectives,  Londres, Vienne (Autriche) et São Paulo où elle reçoit la médaille d'or au Salon d'Art Moderne.
D'abord dans le courant de l'abstraction lyrique, elle évolue dans le sens d'une structure géométrique disciplinant la gestualité informelle.
Tomie Ohtake meurt d'une pneumonie à l'âge de 101 ans à l'Hôpital Syro-Libanais (en) de São Paulo.

## Galerie

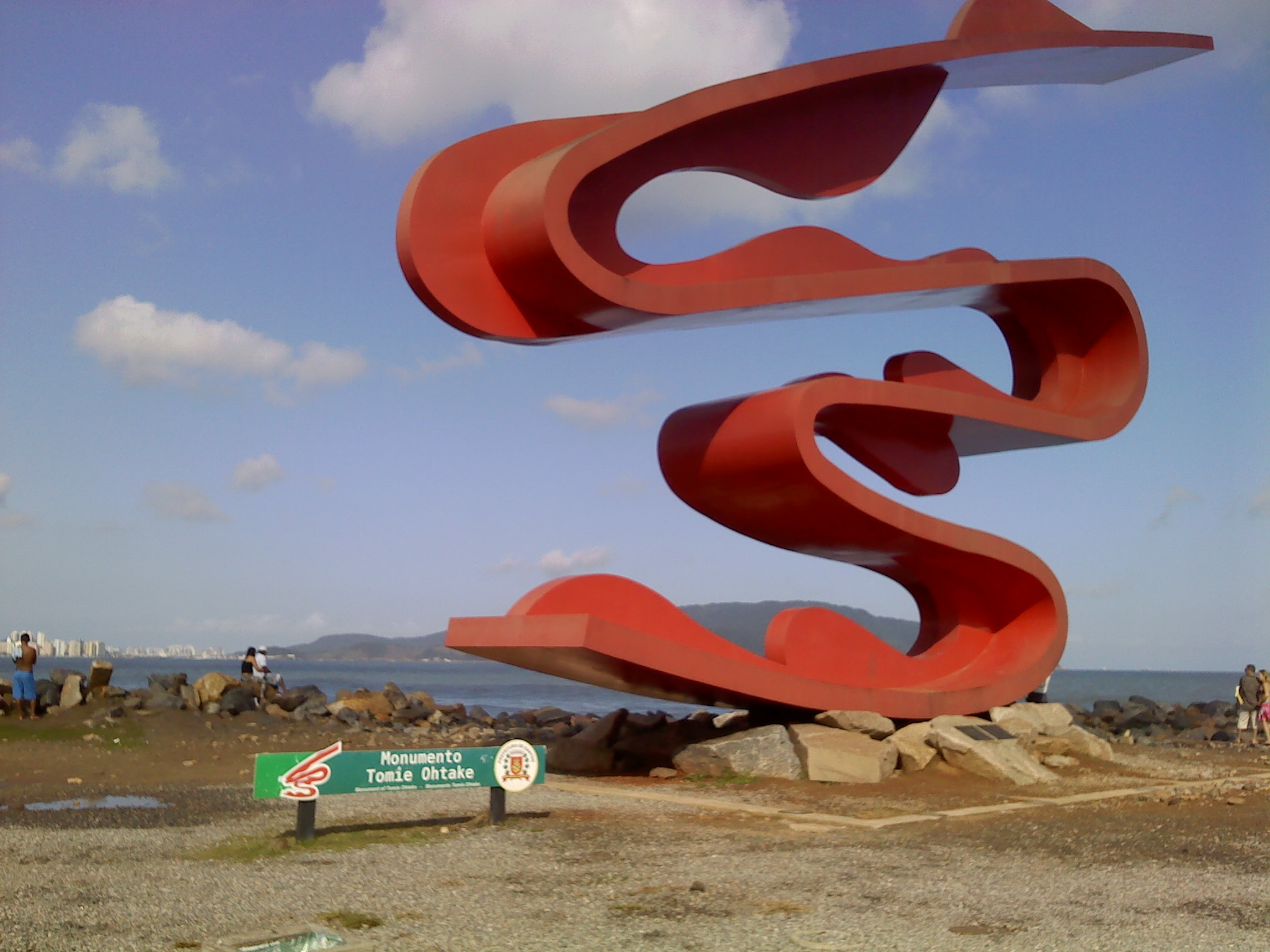
Monumento Tomie Ohtake à Santos
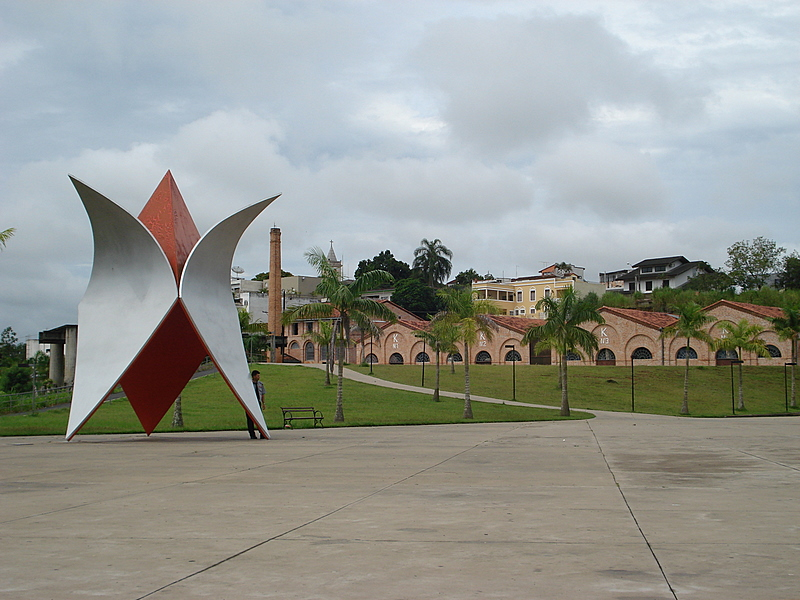
Monumento Guaracuí (2002)
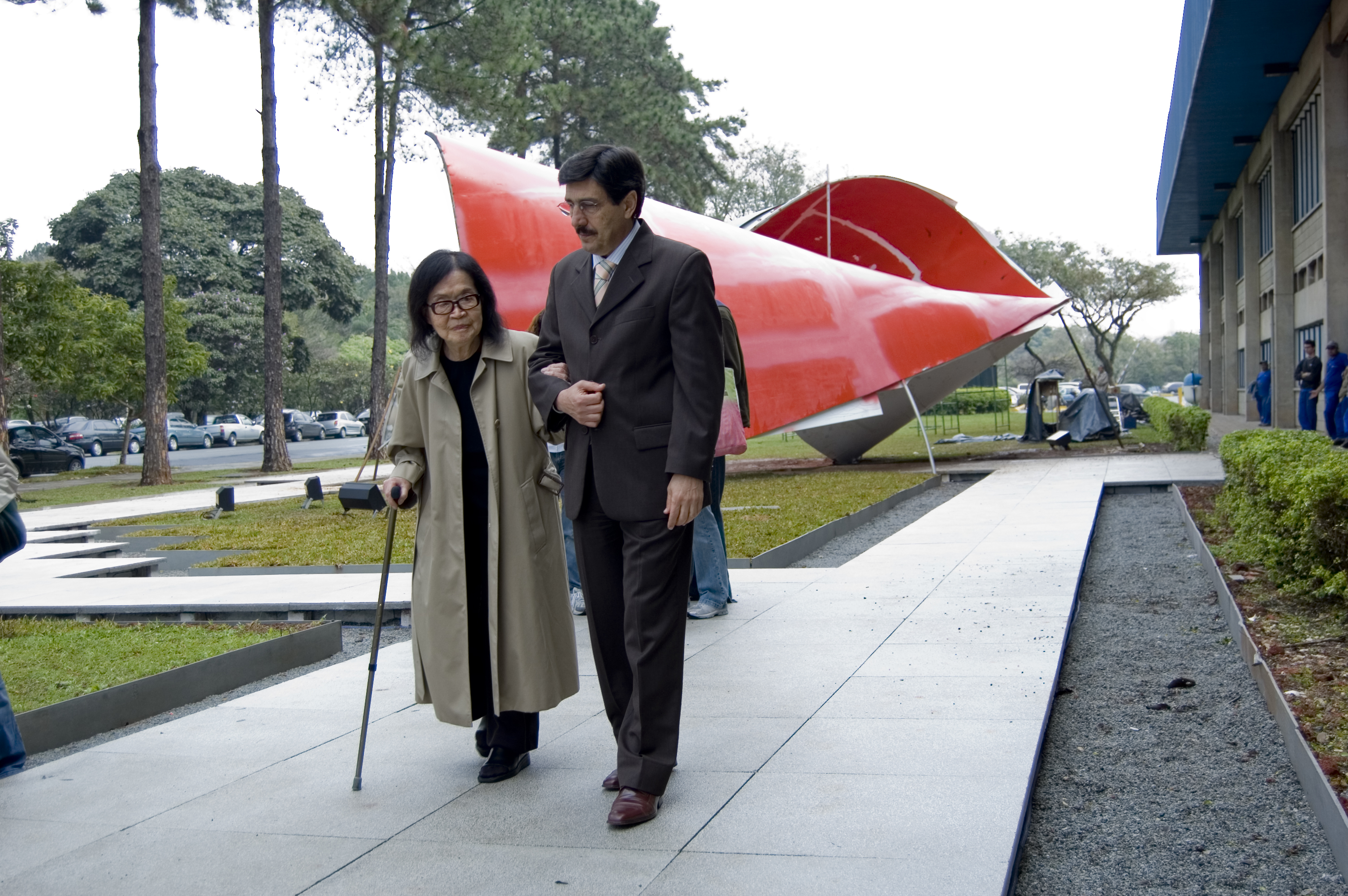
Sem Título (2008), Université de São Paulo